# Daniel Bertoni
Daniel Ricardo Bertoni (ur. 14 marca 1955 w Bahía Blanca) – piłkarz argentyński grający na pozycji napastnika.

## Kariera klubowa
Bertoni jest wychowankiem Quilmes Atlético Club. To w jego barwach zadebiutował w 1971 roku w drugiej lidze argentyńskiej mając zaledwie 16 lat. W 1973 roku Bertoni przeniósł się do innego klubu ze stolicy, Independiente. Od razu zaczął grać w podstawowym składzie i jeszcze w tym samym roku wywalczył Copa Libertadores (wystąpił w obu meczach z CSD Colo-Colo). Niedługo potem zdobył kolejne trofeum – Puchar Interkontynentalny, w którym to Independiente pokonało 1:0 Juventus Turyn. Rok później w Bertoni znów wystąpił w finale Pucharu Wyzwolicieli, a Independiente tym razem okazało się lepsze od São Paulo FC. W 1975 klub po raz trzeci z rzędu powtórzył ten sukces pokonując Unión Española. Od tego czasu Bertoni nie osiągał już sukcesów z Independiente na arenie międzynarodowej, ale na krajowej, gdy w latach 1977 i 1978 wywalczył z nim mistrzostwo fazy Nacional.
Latem 1978 Bertoni opuścił ojczyznę i wyjechał do Europy. Jego pierwszym klubem na tym kontynencie była hiszpańska Sevilla FC. Pierwszy sezon miał mniej udany, gdy zdobył tylko 8 goli w lidze, a z Sevillą zajął 11. pozycję, ale w kolejnym zagrał już dużo lepiej zdobywając 16 bramek i zostając najlepszym strzelcem zespołu, który zakończył na 8. miejscu w tabeli.
W 1980 roku Bertoni wyjechał do Włoch. Przez pierwsze 4 sezony grywał we Fiorentinie. W 1982 roku osiągnął z nią wicemistrzostwo Włoch (zdobył 9 goli), ale z czasem tracil miejsce w składzie i w swoich dwóch ostatnich sezonach w klubie z Florencji opuścił prawie 30 ligowych spotkań, a w ostatnim (1983/1984) zajął z nim 3. miejsce. W 1984 roku Bertoni przeszedł do SSC Napoli, gdzie w linii ataku grał ze swoim rodakiem, Diego Maradoną, jednak z klubem nie osiągnął większych sukcesów. W sezonie 1986/1987 Daniel grał w Udinese Calcio, w którym zdobył zaledwie jednego gola i spadł z nim do Serie B. Po tamtym sezonie zakończył piłkarską karierę w wieku 32 lat.
| Sezon   | Klub                  | Kraj      | Rozgrywki                    | Mecze | Bramki |
| ------- | --------------------- | --------- | ---------------------------- | ----- | ------ |
| 1971    | Quilmes Atlético Club | Argentyna | Primera B Nacional Argentina | ?     | ?      |
| 1972    | Quilmes Atlético Club | Argentyna | Primera B Nacional Argentina | ?     | ?      |
| 1973    | Independiente         | Argentyna | Primera División             | 35    | 8      |
| 1974    | Independiente         | Argentyna | Primera División             | 35    | 17     |
| 1975    | Independiente         | Argentyna | Primera División             | 33    | 11     |
| 1976    | Independiente         | Argentyna | Primera División             | 42    | 21     |
| 1977    | Independiente         | Argentyna | Primera División             | 34    | 22     |
| 1978    | Independiente         | Argentyna | Primera División             | 17    | 6      |
| 1978/79 | Sevilla FC            | Hiszpania | Primera División             | 25    | 8      |
| 1979/80 | Sevilla FC            | Hiszpania | Primera División             | 32    | 16     |
| 1980/81 | AC Fiorentina         | Włochy    | Serie A                      | 25    | 4      |
| 1981/82 | AC Fiorentina         | Włochy    | Serie A                      | 30    | 9      |
| 1982/83 | AC Fiorentina         | Włochy    | Serie A                      | 16    | 4      |
| 1983/84 | AC Fiorentina         | Włochy    | Serie A                      | 26    | 10     |
| 1984/85 | SSC Napoli            | Włochy    | Serie A                      | 27    | 11     |
| 1985/86 | SSC Napoli            | Włochy    | Serie A                      | 26    | 3      |
| 1986/87 | Udinese Calcio        | Włochy    | Serie A                      | 20    | 1      |

## Kariera reprezentacyjna
W reprezentacji Argentyny Bertoni zadebiutował w 1974 roku. W 1978 roku został powołany przez selekcjonera Césara Luisa Menottiego do kadry na Mistrzostwa Świata, których gospodarzem była Argentyna. Tam występował w podstawowym składzie w ataku u boku Mario Kempesa oraz Leopoldo Luque. Już w pierwszym meczu przeciwko Węgrom zdobył zwycięskiego gola, ustalającego wynik meczu na 2:1.Grał we wszystkich meczach, także w finałowym z Holandią, gdy w 116. minucie pokonał Jana Jongbloeda i Argentyna wygrywając 3:1 została mistrzem świata.
W 1982 roku Bertoni ponownie znalazł się w kadrze "Albicelestes" na mistrzostwa świata, tym razem był to mundial w Hiszpanii. Tam podobnie jak 4 lata wcześniej był podstawowym zawodnikiem kadry i grał we wszystkich meczach, jednak Argentyna nie obroniła mistrzostwa i odpadła już w drugiej rundzie przegrywając 1:2 z Włochami oraz 1:3 z Brazylią. Podobnie jak na mundialu w Argentynie tak i tu zdobył 2 gole, oba w grupowych meczach: z Węgrami (4:1) oraz Salwadorem (2:0). Po tym turnieju Bertoni zakończył reprezentacyjną karierę. W kadrze przez 8 lat wystąpił łącznie w 31 meczach i zdobył w nich 12 goli.

## Sukcesy

### Klubowe
Independiente
- Primera División: Nacional 1977
- Copa Libertadores: 1973, 1974, 1975
- Copa Interamericana: 1973, 1974, 1976
- Puchar Interkontynentalny: 1973

### Reprezentacyjne
Argentyna
- Złoty medal Mistrzostw Świata: 1978